# Vérines
Vérines là một xã trong tỉnh tổng La Jarrie in the Charente-Maritime trong vùng Nouvelle-Aquitaine, tây nam nước Pháp. Xã Vérines nằm ở khu vực có độ cao trung bình 37 mét trên mực nước biển.

## Lịch sử biến động dân số
| Năm  | Dân số | Mật độ  | Phần trăm của tổng |
| ---- | ------ | ------- | ------------------ |
| 1962 | 700    | -       | -                  |
| 1968 | 729    | -       | -                  |
| 1975 | 785    | -       | -                  |
| 1982 | 1,022  | -       | -                  |
| 1990 | 1,166  | -       | -                  |
| 1999 | 1,377  | 103/km² | 7.42%              |